# Kvarnträsket (Raseborg, Nyland, Finland)
Kvarnträsket är en sjö i Raseborgs stad i Finland.   Den ligger i landskapet Nyland, i den södra delen av landet, 120 km väster om huvudstaden Helsingfors. Kvarnträsket ligger 20 meter över havet. I omgivningarna runt Kvarnträsket växer i huvudsak blandskog. Arean är 10,6 hektar och strandlinjen är 2,01 kilometer lång. Sjön  ingår i Skärgårdshavets kustområde, Åland. 